# Пам'ятник Тарасові Шевченку (Житомир)

Пам'ятник Тарасові Шевченку в Житомирі

Пам'ятник Тарасу Шевченку в Житомирі — пам'ятник-погруддя великому українському поетові Тарасу Григоровичу Шевченку в місті Житомирі.

## Загальні дані
Житомирський пам'ятник Тарасу Шевченку розташований неподалік від центру міста в невеликому сквері на розі вулиць Великої Бердичівської та Шевченка.
Автори пам'ятника — скульптор Б. Карловський та архітектор П. Бірюк.

## Опис
Пам'ятник Тарасові Шевченку в Житомирі являє собою бронзове погруддя поета (заввишки 1,25 м), встановлене на прямокутному у поперечному розрізі постаменті (заввишки 3,2 м) з темно-сірого крупнозернистого з білими невеликими, густо розсіяними включеннями польового шпату полірованого граніту, що стоїть на такому ж стилобаті (0,4 х 2,6 х 2,6 м).
На постаменті напис: Т. Г. Шевченко
З архітектурної точки зору постамент і стилобат є занадто сухими, спрощеними і вихолощеними, що знижує художню цінність пам'ятника. Реалістичний та традиційний за трактуванням образ поета створено в узагальнених пластично виразних монументальних формах, які позбавлені дрібної деталізації. Поета зображено в мить душевної туги, гірких роздумів. Голова з високим чолом, насупленими бровами, густими вусами трохи схилена та розвернута ліворуч, до плеча. Образ позначений внутрішньою силою, мужністю та напруженням.
Пам'ятник є домінантою перехрестя вулиць Великої Бердичівської та Шевченка. Вдале озеленення скверу, в якому на тлі стандартного п'ятиповерхового будинку встановлено пам'ятник, з часом допомогло перетворити цей куточок міста чи не найпопулярніше місце відпочинку.

## З історії пам'ятника
1846 року Тарас Шевченко відвідав Житомир, подорожуючи по Волині та Подолії за завданням Київської археографічної комісії для запису переказів, оповідань, пісень, збирання відомостей про могили та урочища, опису та замальовок визначних монументальних пам'яток і стародавніх будівель. Цей факт засвідчує «Журнал засідань Волинської консисторії» з протоколом від 15 жовтня 1846 року, який зберігався у фондах Державного архіву Житомирської області.
Відтак, рівно за 130 років — 1976 року в Житомирі було відкрито пам'ятник Тарасові Шевченку.
Наявність у місті пам'ятника Великому Кобзареві сприяла наприкінці 1980-х — 1990-х років консолідації національно-демократичних сил, які обрали сквер за місце численних мітингів та маніфестацій на підтримку незалежності України.
На межі ХХ—XXI століть склалась традиція організації та проведення під час державних свят місцевих військових парадів перед пам'ятником Шевченкові.

## Виноски
1. ↑  Пам'ятки Житомира. Енциклопедія Житомира. Том II. Книга 1. Пам'ятки археології, історії та монументального мистецтва. (за загальною редакцією Георгія Мокрицького)., Житомир: «Волинь», 2009, стор. 216
2. ↑  Пам'ятки Житомира. Енциклопедія Житомира. Том II. Книга 1. Пам'ятки археології, історії та монументального мистецтва. (за загальною редакцією Георгія Мокрицького)., Житомир: «Волинь», 2009, стор. 217